# Arthas Menethil
Arthas Menethil este un personaj fictiv care apare în Warcraft, o serie de jocuri video a companiei Blizzard Entertainment. În jocuri, el a fost odată un ucenic paladin cu potențial promițător și prințul moștenitor din Lordaeron, dar mai târziu, el a devenit unul dintre cele mai puternice ființe malefice din istoria Azeroth, precum și unul dintre cei mai importanți și bine-cunoscuți antagoniști din lore-ul Warcraft. Personajul a primit în mare parte receptarea critică pozitivă. Vocea sa este dată de Justin Brut în Warcraft III, si de Patrick Seitz în World of Warcraft și Heroes of the Storm. Ca Lich King, vocea îi este dată de Michael McConnohie.

## Dezvoltarea
Potrivit designerilor jocului Warcraft Scott Mercer și Greg Street, "devreme în dezvoltarea jocului Warcraft III, am știut că jocul va fi despre eroi care vor conduce armatele lor în luptă. Inițial l-am creat Arthas ca unul dintre acei lideri, așa că am știut de la început că va fi în centrul poveștii", și că el "este puntea de legătură între om și campania strigoilor."
În ceea ce privește dezvoltarea jocului World of Warcraft: Wrath of the Lich King, Mercer a declarat că "atunci când a început dezvoltarea pentru Wrath of the Lich King, am știut că am vrut ca jucătorii să aibă o legătură mai strânsă cu Lich King ... așa că am început să proiectăm quest-uri și cazuri în care l-am putea arăta Lich King
jucătorilor." De asemenea, dezvoltatorii, au conceput jocul astfel încât "jucătorii să poată vedea epavele de navelor Alianței pe care Arthas le-a incendiat ... ei pot găsi, de asemenea, altarul pe care Arthas a descoperit Frostmourne ... Am construit în mod deliberat aceste aspecte în Wrath of the Lich King pentru a reaminti jucătorilor cine este Arthas și de unde a venit, astfel sperăm ca personajul să fie mai viu în mintea jucătorilor."

## Rol înWarcraft
Arthas Menethil a fost prinț al Lordaeron și singurul fiu al Terenas Menethil. Arthas a fost un idealist, dar oarecum pripit, tânărul care a visat că într-o zi va reuși să-l urmeze pe tatăl său ca rege al Lordaeron. Arthas devenit ucenic paladin la nouăsprezece ani și a servit ca elev favorit al lui Uther Lightbringer. Deși Arthas l-a iubit pe amabilul Uther ca pe un unchi, el a dorit să ia comanda propriului său destin și să deveniă un erou ca bravii veterani care au luptat cu orci  întimpul celui de al Doilea Război. În ciuda durerii simțite când scurta sa aventură cu vrăjitoare Jaina Proudmoore a ajuns la capăt, Arthas a rămas remarcabil de angajat rolurilor sale ca prince of Lordaeron și ca un paladin sfânt. El a avut un respect profund pentru Lumină și dorea nimic mai mult decât să protejeze poporul său de rău.
Cand Arthas a preluat lupta împotriva Plăgii, el a devenit din ce în ce mai frustrat și descurajat de inamicii aparent de neoprit. Arthas a luat măsuri din ce în ce mai extreme pentru a-i înfrange, și camarazii săi l-au avertizat că își pierde umanitatea. Frica și hotărârea lui Arthas s-au dovedit a-i fi pierzania. A urmarit sursa Plagii pana in Northrend, intenționând să îi încheie amenințarea pentru totdeauna. În schimb, Prințul Arthas în cele din urmă a căzut pradă extraordinarei puteri a lui Lich King când a ridicat sabia blestemată, Frostmourne, crezând că aceasta va salva poporul său. Chiar dacă sabia i-a oferit o putere nemărginită, de asemenea, i-a furat sufletul și l-a transformat în cel mai mare cavaler al morții  al lui Lich King. Cu sufletul aruncat deoparte și sănătatea lui mintală spulberată, Arthas a condus Plaga împotriva propriului său regat. El și-a omorât propriul tată, Regele Terenas, și a zdrobit Lordaeron sub comanda lui Lich King.
Când the Lich King a fost amenințat de către forțele lui Illidan Stormrage, Arthas a călătorit la Tronul Înghețat din Northrend. A spart gheața din jurul stăpânului său astfel încât să poată lua casca lui Lich King și să se contopească cu el. După preluarea controlului Plagii ca noul Lich King, Arthas a provocat Alianța și Hoarda prin inițierea de atacuri asupra orașelor lor. Ei au răspuns prin trimiterea de forțe la Northrend pentru a lupta împotriva lui. În World of Warcraft, Arthas este un raid boss și principalul antagonist al expansiunii Wrath of the Lich King. El a fost rănit mortal după ce o bandă de aventurieri condusă de Tirion Fordring au luat cu asalt cetatea sa, Icecrown Citadel, și l-au învins în luptă. El a fost succedat ca Lich King de Bolvar Fordragon.

### Alte apariții
Arthas apare ca un personaj jucabil în jocul crossover Heroes of the Storm. În joc Arthas este un erou războinic care joacă un rol de tank pe câmpul de luptă. Scopul său este de a atrage atenția jucătorilor inamici, deoarece el poate rezista la o cantitate mare de daune în timp ce el oprește echipa inamică cu crowd-control și abilități de auto-vindecare. Felul in care acesta este jucat este oarecum limitat și previzibil, din cauza lipsei sale de mobilitate, dar el este extrem de puternic în aproape orice scenariu care implică munca în echipă. Deși Arthas și clasa de cavaler al mortii în prezent, nu și-au făcut apariția în jocul de cărți Hearthstone: Heroes of Warcraft, Directorul jocului Ben Brode a declarat că în cele din urmă pot fi adăugate clase noi, spunând că "am simțit, de asemenea, ca poate într-o zi vom face clasa de Cavaler al Morții și de Călugar și așa mai departe ... Nu sunt sigur dacă avem nevoie de mai multe clase, dar cu siguranță am putea adăuga mai multe într-o zi."

## Recepție
Personajul a primit în mare parte recepție pozitivă, și este de multe ori inclus pe listele care implică cele mai populare caractere Warcraft și personaje de jocuri video ca un întreg. Empire l-a enumerat pe Arthas pe locul 25 pe lista lor de "cele mai mari 50 de personaje de jocuri video", scriind "Dintre toate personajele din lore-ul Warcraft, Arthas Menthil este cel mai tragic. Moștenitorul tronului din Lordaeron, Arthas a pornit pentru a salva împărăția tatălui său de Plaga Strigoilor, doar pentru a fi păcălit în a ajunge în rândurile lor prin ridicarea sabiei blestemate Frostmourne și în cele din urmă devenind stăpânul lor, Lich King. Asta da intorsătură de situație." El a fost, de asemenea, inclus în "Cele mai bune 10 caractere din jocuri video" listă publicata de The Guardian, care a susținut că "inițial model viteaz al unui cavaler medieval, totul se schimbă atunci când Arthas ridică o sabie blestemată și începe o serie de atrocități din ce in ce mai sinistre (de exemplu, uciderea oamenilor de rând), culminând cu uciderea propriului său tată. Personajul într-adevăr a fost el cu adevărat în World of Warcraft, unde spiritul său a persistat timp de cinci ani. Top-class schlock."
Matei Rossi de la Engadget l-a enumerat  pe Lich King pe locul 4 pe lista lui de "Top 10 nemernici magnifici din Warcraft", deoarece el "l-a modelat cu succes pe Arthas în cavalerul morții perfect ... Arthas a trecut de la un tânăr prinț și paladin încercând cu disperare să-și salveze oamenii, la un personaj negativ care i-a trădat, și a fost mai mult Arthas' decât Lich King când Illidan a fost învins." de asemenea, El a scris că "Arthas a fost util pentru că el a început ca un principiu bun, oarecum arogant, tânăr paladin care a devenit ușor obsedat de-a lungul timpului dupa ce a fost martor la acțiunile Plagii, făcând greșeli ... și apoi justificând fiecare greșeală ca pe o necesitate. Odată cu ridicarea săbii Frostmourne și-a pierdut sufletul, erodat de mult de alegerile care au fost, în fapt, monstroase ... Arthas ca un cavaler al morții și mai târziu Arthas ca Lich King a arătat tendința de a dori să-și justifice sau să-și dovedească că acțiunile sale au fost cele corecte, că oricine ar fi făcut ce a făcut el." Rossi, de asemenea, a susținut că "ce a vrut Arthas, partea din Arthas încă în viață în the Lich King, să ne învețe? În cele din urmă, că puterea corupe. Puterea l-a corupt, și te va corupe și pe tine de asemenea. Este inevitabil, și astfel, Arthas nu a scăpat - faptul că a devenit the Lich King a fost inevitabil, că toți regii și prinții și oamenii cu  putere, în cele din urmă ajung sclavi lor insăși."
Arthas a fost listat pe Complexe lista de "25 de caractere din jocuri video care am dori să fie încă aici", "în același mod în care Boromir a fost corupt în Lord of the Rings, Arthas reprezintă prostia umană și cât de ușor puterea poate corupe. Din această cauză, aproape că am vrut ca el să supraviețuiască doar pentru a servi ca un exemplu că mântuirea este posibilă pentru oricine. Dacă Lich King a fost capabil de a întoarce lucrurile în favoarea lui, atunci ar fi fost o speranță pentru noi toți." IGN l-a văzut pe Arthas ca fiind unul din "cei mai notorici anti-eroi din gaming", deoarece "Arthas Menethil a început ca un prinț, susținea Lumina oriunde el a văzut nevoia. Dar cu sosirea Plăgii, Lumina din Arthas a început să se clatine ... dar cum este adesea cazul, el nu a fost un simplu prinț transformat într-un antagonist nebun. Nou formatul Lich King ar fi fost rău, dar el ținea Plaga sub control, ținându-i pe cei fără minte din a ataca." Arthas apare de asemenea in obiecte cu tematica Warcraft, cum ar fi costume de Halloween.

## Legături externe
- Arthas Menethil la WoWWiki
- Arthas Menethil la Wowpedia